# Алякринский, Николай Владимирович
Николай Владимирович Алякринский (1896, Лепсинский уезд, Семиреченская область — 22 февраля 1938, Ленинград) — советский военно-морской деятель, инженерный работник, начальник НИИ военного кораблестроения Управления Морских Сил РККА, инженер-флагман 2-го ранга (26 ноября 1935).

## Биография
Родился в семье ветеринарного врача. Русский. С 1908 года учился в Александровском реальном училище[уточнить], по окончании которого в 1915 поступил на электромеханическое отделение Петроградского политехнического института, после мобилизации был переведён на механическое отделение Морского инженерного училища в Кронштадте (окончил в 1919 году), после которого в 1918—1919 годах продолжил учёбу в Петроградском политехническом институте.
Член РКП(б) с 1920 года. С 1919 года служил корабельным инженером-механиком в Северо-Двинской военной флотилии, в декабре этого года стал инженером-механиком дивизиона кораблей этой флотилии, участвовал в гражданской войне. С июня 1920 года — инженер-механик службы связи Морских Сил Северного моря, В связи с расформированием этого соединения и передачи кораблей в пограничные войска Алякринский в 1923 году стал инженером-механиком Северного отряда кораблей морской пограничной охраны войск ОГПУ.
В 1924—1926 годах учился на машиностроительном факультете в Военно-морской академии, после её окончания с 1926 по 1928 годы состоял адъюнктом по кафедре гребных винтов академии. В 1924 году участвовал в первом заграничном плавании советского корабля — посыльного судна «Воровский» (из Архангельска во Владивосток).
В 1930 году в Гамбургском опытном бассейне изучал теоретические и экспериментальные средства проведения научных исследований по гидромеханике, внедрял их в отечественную практику. Разработал метод расчёта гребных винтов и обобщил его в научном труде, проводил буксировочные модельные испытания. В 1930—1931 годах являлся начальником Ленинградского опытового бассейна, добился преобразования бассейна в Научно-исследовательский институт военного кораблестроения (НИВК), был основателем и ответственным редактором трудов НИВКа, способствовал превращению института в ведущий научно-исследовательский центр советского судостроения.
Участвовал в подготовке многотомного издания «Справочника по судостроению». В 1927—1934 годах принимал участие в составлении «Технической энциклопедии» под редакцией Л. К. Мартенса, автор статей из раздела «морское дело». Боролся с пренебрежением мировой практикой в развитии отечественной науки и техники.
В 1934 году в составе делегации РККФ посетил Францию и Италию. С 1931 по 1937 годы занимал должность начальника НИИ военного кораблестроения Управления Морских сил РККА.

## Адрес
Ленинград, улица Каляева, дом 31, квартира 8.

## Отзывы
Н. В. Алякринский обладал математическими способностями, хорошо рисовал и чертил, был большим знатоком искусства, архитектуры, театра, отечественной и иностранной литературы, увлекался поэзией, особенно А. С. Пушкиным и В. В. Маяковским, мог наизусть читать их произведения, имел обширную библиотеку. Все, кому довелось лично знать Николая Владимировича, отзывались о нём как о добром, тактичном, выдержанном, вежливом человеке. Вот как характеризовал близко знавший его Адмирал Флота Советского Союза И. С. Исаков, который в 1963 году писал его вдове следующее: «Николая Владимировича я всегда глубоко уважал и ценил, не только как крупного специалиста, так много сделавшего для нашего флота, но и как замечательного благородного человека, подлинного товарища».

## Репрессии
В июне 1937 года его вызвали в Москву для доклада И. В. Сталину о создании нового опытового бассейна и приобретении за границей оборудования для него. Но едва он произнёс несколько фраз, как Сталин резко его оборвал, произнеся страшные слова: «Мы вам не доверяем».
Арестован 11 июля 1937 года. Методы следствия были жестокими, Николай Владимирович не смог устоять перед натиском целой бригады истязателей и был вынужден дать показания, в которых подтверждал факт своего участия в контрреволюционной организации, занимавшейся вредительством на флоте, в том числе и взрывами на подводных лодках «Гарибальдиец» (ЧФ) и «Сталинец» (КБФ), в результате которых погибли двенадцать человек. На суде от прежних показаний отказался, свою вину не признал и на обвинительном заключении написал собственной кровью: «Патриот своей Родины», но для суда это уже не имело никакого значения.
Выездной сессией Военной коллегии Верховного суда СССР в Ленинграде осуждён к ВМН по обвинению по ст. ст. 58-1, 58-11 УК РСФСР. Расстрелян в день вынесения приговора, 22 февраля 1938 года, и захоронен в Ленинграде. Реабилитирован 21 января 1956 года. Его жена Клавдия Васильевна Алякринская была осуждена на 8 лет ИТЛ.

## Публикации
- Гидродинамические основания теории гребного винта, 1931.